# Я вас дочекаюся
«Я вас дочекаюся» («Я вас дождусь») — радянський художній фільм 1982 року, знятий режисером Яківом Сегелем на Кіностудії ім. М. Горького.

## Сюжет
Михайло Капустін народився та виріс у центрі Москви. Йому 20 років. Коли розпочалася Велика Вітчизняна війна, він одразу потрапив на фронт. І тепер, після поранення побувавши у шпиталі, Михайло повертається на фронт — і їде через Москву. До відходу ешелону він має кілька годин і хоче відвідати рідний будинок, побачити ще раз квартиру, де він жив до війни. Однак квартира вже зайнята іншою родиною. Час, що залишився, він проведе з ними — чудовим старим і його онукою, дванадцятирічною Ніною, яка покохає Мішу і чекатиме його повернення.

## У ролях
- Катерина Валюжинич — Ніна
- Зиновій Гердт — Аркадій Лазаревич Далмацький, дідусь, учитель
- Артур Богатов — Михайло Капустін
- Ліліана Альошникова — жінка з милицею, сусідка
- Є. Карєєва — мати Михайла Капустіна
- Василь Маслаков — батько Михайла Капустіна

## Знімальна група
- Режисер — Яків Сегель
- Сценарист — Яків Сегель
- Оператор — В'ячеслав Звонілкін
- Композитор — Євген Крилатов
- Художник — Олександр Діхтяр